# Gęsia (Wysoczyzna Elbląska)
Gęsia – wzniesienie o wysokości 69,8 m n.p.m. na Wysoczyźnie Elbląskiej, położone w woj. warmińsko-mazurskim, w powiecie elbląskim, na obszarze administracyjnym miasta Elbląg.
Niemieckie mapy podają wysokość wzniesienia wynoszącą 69,8 m n.p.m., zaś według zarządzenia zmieniającego nazwę wysokość wzniesienia wynosi 70 m n.p.m., oprócz tego według informacji opublikowanych na "Geportal-u" wysokość wynosi 67,4 m n.p.m.
Nazwę Gęsia wprowadzono w 1958 roku zastępując niemiecką nazwę Gänse Berg. Prawdopodobnie tuż przed rozpoczęciem II wojny lub w jej trakcie nazwa Gänse Berg została zmieniona na Ludendorff hőhe w celu uszlachetnienia nazwy. 
W latach 20. XX w. góra miała być zamieniona w pomnik-mauzoleum na cześć elblążan poległych w I wojnie światowej. Ostatecznie upamiętnienie przyjęło formę architektoniczną: wewnątrz czterościennego łuku triumfalnego umieszczono wieczny ogień oraz posąg kurosa z brązu. Uroczyste odsłonięcie pomnika nastąpiło 28 sierpnia 1938 r. Posąg zaginął w niewyjaśnionych okolicznościach w trakcie II wojny światowej lub tuż po niej. Łuk triumfalny przetrwał do lat 60. XX w. i został wysadzony w powietrze. 
W 2013 roku teren na Gęsiej Górze uprzątnięto, ustawiono wiaty, ławki, śmietniki oraz wyznaczono miejsce na ognisko. Inwestycję tę zrealizowano w ramach elbląskiego budżetu obywatelskiego. 
Na południe od wzniesienia w odległości ok. 500 m znajduje się Osiedle przy Młynie w Elblągu, zaś na północny wschód w odległości ok. 600 m znajduje się sąsiednie wzniesienie Krucza (Góra Chrobrego).